# Бэрд, Диора
Дио́ра Бэрд (англ. Diora Baird; род. 6 апреля 1983, Майами, Флорида) — американская актриса и бывшая модель бренда Guess. Снималась в таких фильмах, как «Незваные гости» (2005) и «Техасская резня бензопилой: Начало» (2006).

## Биография
Бэрд родилась в Майами, округ Майами-Дейд, Флорида. Её мать также была моделью. Впервые на сцену она попала, когда её мать записала девушку в актёрский класс, чтобы помочь той преодолеть замкнутость. Позднее она стала вице-президентом школьного актёрского сообщества. В возрасте 17 лет она переехала в Лос-Анджелес в надежде заниматься актёрской карьерой. Во время прослушивания для зарабатывания денег она работала в компании Gap, а также клоуном на детских праздниках, провизором, официанткой и учителем дошкольников, пока не начала работать в модельной индустрии, в основном в сотрудничестве со знаменитым Guess. Количество её выступлений существенно возросло после публикации фото на обложке номера журнала Playboy в августе 2005 года. У неё подписан контракт с модельным агентством Elite Model Management в Майами.

## Фильмография
- 2012 — Последний звонок / Last Call… Janine
- 2012 — Транзит / Transit … Ариэль
- 2012—2013 — Бесстыжие / Shameless — Мег
- 2010 — Ночь демонов / Night of the Demons … Lily
- 2010 — Машина времени в джакузи / Hot tub time machine … wife Ricky
- 2010 — Четыре года подряд / Four Years Running … Laurie Gregg
- 2010 — Порнозвезда/ Pornstar … Odessa
- 2010 — 30 дней ночи: Тёмные времена / 30 Days of Night: Dark Days
- 2010 — Love Shack / Love Shack … LaCienega Torrez
- 2010 — Да начнется игра! / Let the Game Begin … Kate
- 2009 — 2010 — Преднамеренная случайность / Accidentally on Purpose … Andrea
- 2009 — Выход / Quit … Danielle
- 2009 — Стан Хельсинг / Stan Helsing … Nadine
- 2008 — 2009 — Холостяк Гари / Gary Unmarried … Redhead
- 2008 — Девушка моего лучшего друга / My Best Friend’s Girl … Rachel
- 2008 — South of Heaven / South of Heaven … Lily
- 2008 — Молодёжная лихорадка / Young People Fucking … Jamie
- 2007 — Brain Blockers / Brain Blockers … Suzi Klein
- 2007 — 73 дня с Сарой / Day 73 with Sarah … Foxy
- 2006 — 2007 — Везунчик Сэм / Loop, The … Cara
- 2006 — 2008 — Особенный день / Big Day … Kristin
- 2006 — 2008 — Акула / Shark … Nina Lange
- 2006 — Техасская резня бензопилой: Начало / Texas Chainsaw Massacre: The Beginning, The … Bailey
- 2006 — Нас приняли! / Accepted … Kiki
- 2006 — 50 таблеток / Fifty Pills … Tiffany
- 2006 — Мальчишник в Лас-Вегасе / Bachelor Party Vegas … Penelope
- 2006 — Любовь в стиле сальса / Hot Tamale … Tuesday Blackwell
- 2005 — If Love Be Blind / If Love Be Blind … Isabel
- 2005 — Fiasco / Fiasco … Tiffy
- 2005 — Незваные гости / Wedding Crashers … Vivian
- 2005 — Первый поцелуй / First Kiss … Billie
- 2005 — 2009 — Робоцып / Robot Chicken … Fantasia
- 2004 — Deep Down in Florida / Deep Down in Florida … Maren
- 2003 — 2009 — Два с половиной человека / Two and a Half Men … Wanda
- 2003 — 2009 — Джимми Киммел в прямом эфире / Jimmy Kimmel Live! … self
- 1995 — 2004 — Drew Carey Show / Drew Carey Show, The … Valerie